# Herb Szczucina
Herb Szczucina – jeden z symboli miasta Szczucin i gminy Szczucin w postaci herbu.

## Wygląd i symbolika
Herb przedstawia złote strzemię na czerwonym tle.
Herb nawiązuje do herbu rodowego Chwalibogów, osiemnastowiecznych właścicieli Szczucina.

## Historia
Burgrabia krakowski Stanisław Chwalibóg uzyskał od króla potwierdzenie praw miejskich Szczucina ok. 1780] r. (przed 1786 r.) i dlatego jego herb rodowy przyjęto za herb miasta. Herb ten był w użyciu do czasu utraty praw miejskich w 1935 r. Następnie używany był nieoficjalnie. Od marca 1990 r. używany był jako herb gminy Szczucin. Jako herb miasta ponownie od 1 stycznia 2009 r. po odzyskaniu praw miejskich.